# Subículo
El subículo ([TA]: subiculum, del latín subix, un soporte) es la parte más baja de la formación hipocampal. Está situado entre la corteza entorrinal y el subcampo CA1 del hipocampo propiamente dicho.
Recibe aferencias de CA1 y la capa III de neuronas piramidales de la corteza entorrinal y es la principal zona eferente del hipocampo. Las neuronas piramidales envían proyecciones al núcleo accumbens, los núcleos septales, la corteza prefrontal, el hipotálamo, la corteza entorrinal y la amígdala.
Las neuronas piramidales del subículo muestran una transición entre dos modos de disparo del potencial de acción: disparo tipo "bursting" y de espiga simple. Se piensa que la transición entre estos dos modos es importante para enrutar la información que sale del hipocampo.
Es el lugar responsable de la actividad ictal (epiléptica) . También está implicado en la memoria operativa y las toxicomanías.